# Рафал Маковецький
Рафал Казімеж Маковецький або Рафал Казимир Маковецький (пол. Rafał Kazimierz Makowiecki, ймовірно, бл. 1630, правдоподібно Завалів на Поділлі — 1689) — польський шляхтич, урядник Республіки Обох Націй (Речі Посполитої). Представник роду Маковецьких (молодший син Миколая). Теребовлянський староста від 9 червня (серпня) 1650 р. до 21 травня 1676 р. 1668 р. подарував кляштору отців кармелітів у Теребовлі село Боричівку, виключивши його зі складу Теребовлянського староства. За згодою короля Яна ІІІ Собеського передав посаду теребовлянського старости сину Луці Францішеку. Від 1678 р. до смерті мав посаду каштеляна Кам'янця-Подільського (інші дані: згідно статті «Каштеляни Кам'янця-Подільського», у 1682—1686 роках).

## Життєпис
Прадід Ґжеґож переїхав до Червоної Русі та Поділля в ІІ-й половині XVI ст. Батько Миколай — стольник галицький, мати — дружина батька Анна з Ґолуховських. Народився, правдоподібно, у Завалові.
У 1640-х був покойовим дворянином короля Владислава IV Вази. 4 квітня 1647 обраний послом Галицької землі на вальний сейм 1647; 17 квітня 1648 — на варшавську генеральну конфедерацію. У листопаді 1648 підписав обрання королем Яна ІІ Казимира разом з Руським воєводством. Під час коронаційного сейму за заслуги перед померлим королем та Річчю Посполитою (не встановлені) отримав надання королівщин (села Тутки, Скажевичі,  пол. Chroślenice у Брацлавське воєводстві), в лютому і березні 1649 — уряд галицького підстолія, села Велешниця та Камінне в Руському воєводстві. Був послом на сейм від Галицької землі на межі 1649—1650, також наприкінці 1650.
У січні 1651 виставив 150-кінну корогву козацьку, на її чолі брав участь у виправі гетьмана польного коронного Марціна Калиновського до Брацлавщини, у берестейській виправі. Під Берестечком був у складі полку Єжи Любомирського. Уникнув погрому під Батогом, 1 жовтня 1652 його корогва брала участь в «пописі» під Сокалем. 1 липня 1653 брав участь у пописі під Глинянами, потім у виправі жванецькій. В жовтні 1654 коругва була розформована. У жовтні 1655 виставив нову, на її чолі у складі полку гетьмана великого коронного «Ревери» під командуванням Себастьяна Маховського брав участь у зимово-весняній кампанії Стефана Чарнецького, бився під Голембям, над Сяном, під Варкою, брав участь у виправі до Великопольщі, облозі Варшави і варшавській битві, у виправі короля під Гданськ. У сутичках з Ракоці не брав участи, повернувся до Теребовлі (з травня 1657 командував повітовою піхотою, виставленою Галицькою землею для оборони замку в Теребовлі). Його козацькою коругвою 1 жовтня 1657 керував Алєксандер Людвік Незабітовський.
У наступних роках перебував у маєтках і Теребовлі, де 1660 скликав посполите рушення. В серпні 1663 отримав лист-зобов'язання на 100-кінну коругву татарську, з якою брав участь у виправі Яна ІІ вглиб Московії на межі 1663—1664, сутичках в Україні, потім проти рокошан Єжи Любомирського; із серпня 1666 віддав її командування М. Стшалковському.
Посол від Галицької землі у 1659, 1664-65 на вальний сейм. Маєтки в Русі, на Поділлі сильно знищені татарами під час кампанії підгаєцької 1667. Тоді володів Йордановом у Краківському воєводстві. У 1669 на корон. сеймі отримав згоду Міхала І на відступлення частини державлених королівщин київському воєводі Анджею Потоцькому. 4 травня 1671 повторно склав присягу теребовлянського старости. 1673 року брав участь у хотинській виправі. З 1 лютого 1677 виставив нову 100-кінну козацьку корогву, якою командував до 10 квітня 1677, на її чолі брав участь у зимовій кампанії 1674—1675. Виконуючи ухвалу елекційного сейму 1674 про зміцнення Теребовлі, 1675 сприяв ґрунтовній відбудові замку, знищеного 1672-го, надавав для цього власні кошти. Через це замок витримав облогу 1675, коронаційний сейм 1676 вимагав повернення коштів, звільнив Теребовлянське староство на 10 років від будь-яких податків. У 1676 році за згодою короля відступив Теребовлянське староство сину, став каштеляном сяноцьким. У 1686 році був резидентом біля короля.
Був похований у костелі єзуїтів св. Петра у Кракові, куди раніше перевіз прах батьків із Завалова. По собі залишив значні маєтки.

### Сім'я
Був одружений з Терезою Елеонорою Дембінською, краківською підкоморянкою. Діти:
- Маріанна — дружина брацлавського каштеляна Рафала Сарбевського
- Юзефа — дружина каштеляна сандомирського Міхала Солтика
- Францішек Лукаш — теребовлянський староста.